# Емін Махмудов (футболіст)
Емін Махмудов (азерб. Emin Cəbrayıl oğlu Mahmudov / рос. Эмин Джабраилович Махмудов; нар. 27 квітня 1992, Саатли, Азербайджан) — азербайджанський та російський футболіст, півзахисник бакинського «Нефтчі». На юнацькому та молодіжному рівні виступав за збірні Росії, проте у 2016 році вирішив захищати кольори національної збірної Азербайджану. Віце-капітан «Нефтчі».

## Клубна кар'єра

### «Сатурн»
Народився 27 квітня 1992 року в азербайджанському місті Саатли. В дитинстві разом з родиною переїхав до Росії, де розпочав займатися футболом в юнацькій академії «Сатурну» (Раменське). У сезоні 2010 року переведений до першої команди. У російській Прем'єр-лізі дебютував у 17-річному віці, 24 квітня 2010 року, в поєдинку проти московського «Динамо». 20 листопада того ж року відзначився першим голом на дорослому рівні, у воротах «Анжі». У своєму дебютному сезоні на професіональному рівні зіграв 22 матчі у російській Прем'єр-лізі.

### «Спартак»
Після розформування «Сатурну», 15 січня 2011 року Махмудов вільним агентом перейшов у московський «Спартак», підписавши з клубом довгостроковий контракт.
|  | З дитинства вболівав за «Спартак». За червоно-білих грав мій улюблений футболіст — Ілля Цимбалар. Вже тоді я виношував мрію надіти спартаківську футболку. І ось вона здійснилася! |

18 січня 2011 року Емін дебютував у складі клубу в товариському матчі з кишинівською «Дачією».
3 березня 2011 року в 1/8 фіналу Кубка Росії проти новосибірського «Сибіру» Емін дебютував за «Спартак» в офіційних матчах, в цьому ж матчі він віддав гольову передачу, а «Спартак» здобув перемогу з рахунком 2:0 та вийшов до 1/4 фіналу. 14 березня 2011 року Махмудов з'явився в стартовому складі на поле в матчі з «Ростовом», у тій грі «Спартак» несподівано програв з рахунком 0:4. Протягом сезону зіграв за «Спартак» 12 матчів, проте, незважаючи на успішний початок, гравцем основи стати не зумів. Протягом 3-х наступних сезонів, з 2012 по 2014 рік, виступав в оренді за «Том» та «Крила Рад», а також за резервну команду «Спартака».

### «Крила Рад»
Після 1-річної оренди, 31 січня 2014 року «Крила Рад» викупили контракт Еміна в «Спартака» за 250 000 євро. Того ж сезону «Крила» вилетіли з Прем'єр-ліги. Проте у сезоні 2014/15 років «Крила Рад» стали чемпіонами Першості Футбольної Національної Ліги та вибороли путівку до Прем'єр-ліги. Емін пропустив більшу частину цього сезону через переломи ноги, отриманий у вересні 2014 року.
Повернувся до Прем'єр-ліги 9 серпня 2015 року в поєдинку проти свого колишнього клубу, московського «Спартака».31 серпня 2015 року стало відомо, що Емін Махмудов до завершення сезону 2015/16 років виступатиме в оренді за саранську «Мордовію». Махмудов дебютував за «Мордовію» 20 вересня й вже незабаром після цього став стабільним гравцем основного складу.

### «Боавішта»
21 липня 2016 року підписав 2-річний контракт з «Боавіштою». Дебютував за нову команду в Прімейра-Лізі 26 листопада 2016 року в поєдинку проти лісабонського «Спортінгу». 23 грудня 2016 року відзначився дебютним голом у Прімейра-Лізі, у виїзному поєдинку проти «Насіуналя».

### «Нефтчі»
18 вересня 2017 року уклав договір з «Нефтчі» до завершення сезону 2017/18 років. В Прем'єр-лізі Азербайджану дебютував за «Нефтчі» 24 вересня 2017 року в поєдинку проти «Габали». 19 листопада 2017 року відзначився своїм першим голом у Перм'єр-лізі за бакинський клуб, у поєдинку проти «Габали». 17 червня 2018 року підписав з клубом новий контракт, до завершення сезону 2019/20 років.

## Кар'єра в збірній
Оскільки Махмудов мав подвійне громадянство, Росії та Азербайджану, то мав право на міжнародному рівні представляти будь-яку з цих збірних. До 2007 року захищав кольори юнацьких збірних Азербайджану, а після 2007 року — юнацькі та молодіжну збірну Росії. У складі молодіжної збірної Росії двічі (2012, 2013) вигравав Кубок Співдружності.
Вперше був викликаний та вийшов на футбольне поле у футболці національної збірної Азербайджану в переможному (1:0) поєдинку кваліфікації чемпіонату світу 2018 проти Сан-Марино.

## Статистика виступів

### Клубна
Станом на 11 червня 2016.
| Клуб                 | Сезон                | Ліга                                  | Ліга  | Ліга | Кубок | Кубок | Інші  | Інші | Єврокубки | Єврокубки | Загалом | Загалом |
| Клуб                 | Сезон                | Дивізіон                              | Матчі | Голи | Матчі | Голи  | Матчі | Голи | Матчі     | Голи      | Матчі   | Голи    |
| -------------------- | -------------------- | ------------------------------------- | ----- | ---- | ----- | ----- | ----- | ---- | --------- | --------- | ------- | ------- |
| «Сатурн»             | 2010                 | Прем'єр-ліга Росії                    | 21    | 1    | 1     | 0     | –     | –    | –         | –         | 22      | 1       |
| «Спартак» (Москва)   | 2010                 | Прем'єр-ліга Росії                    | 0     | 0    | 2     | 0     | –     | –    | –         | –         | 2       | 0       |
| «Спартак» (Москва)   | 2011–12              | Прем'єр-ліга Росії                    | 12    | 0    | 2     | 0     | –     | –    | –         | –         | 14      | 0       |
| «Том» (Томськ)       | 2011–12              | Прем'єр-ліга Росії                    | 8     | 0    | 0     | 0     | –     | –    | –         | –         | 8       | 0       |
| «Спартак» (Москва)   | 2012–13              | Прем'єр-ліга Росії                    | 1     | 0    | 0     | 0     | –     | –    | –         | –         | 1       | 0       |
| «Спартак» (Москва)   | Загалом за «Спартак» | Загалом за «Спартак»                  | 13    | 0    | 4     | 0     | –     | –    | –         | –         | 17      | 0       |
| «Крила Рад» (Самара) | 2012–13              | Прем'єр-ліга Росії                    | 0     | 0    | 0     | 0     | 2     | 0    | –         | –         | 2       | 0       |
| «Крила Рад» (Самара) | 2013–14              | Прем'єр-ліга Росії                    | 12    | 0    | 0     | 0     | –     | –    | –         | –         | 12      | 0       |
| «Крила Рад» (Самара) | 2014–15              | Першість Футбольної Національної Ліги | 5     | 0    | 0     | 0     | –     | –    | –         | –         | 5       | 0       |
| «Крила Рад» (Самара) | 2015–16              | Прем'єр-ліга Росії                    | 1     | 0    | 0     | 0     | –     | –    | –         | –         | 1       | 0       |
| «Крила Рад» (Самара) | Загалом              | Загалом                               | 18    | 0    | 0     | 0     | 2     | 0    | –         | –         | 20      | 0       |
| «Мордовія»           | 2015–16              | Прем'єр-ліга Росії                    | 18    | 0    | 1     | 0     | –     | –    | –         | –         | 19      | 0       |
| «Боавішта»           | 2016–17              | Прімейра-Ліга                         | 12    | 1    | 0     | 0     | –     | –    | –         | –         | 12      | 1       |
| «Нефтчі»             | 2017–18              | Прем'єр-ліга Азербайджану             | 22    | 1    | 5     | 1     | –     | –    | –         | –         | 27      | 2       |
| Усього за кар'єру    | Усього за кар'єру    | Усього за кар'єру                     | 112   | 3    | 11    | 1     | 2     | 0    | –         | –         | 125     | 4       |

1. ↑  включаючи матчі плей-оф Прем'єр-ліги

### У збірній
| національна збірна Азербайджану | національна збірна Азербайджану | національна збірна Азербайджану |
| Рік                             | Матчі                           | Голи                            |
| ------------------------------- | ------------------------------- | ------------------------------- |
| 2016                            | 2                               | 0                               |
| 2017                            | 0                               | 0                               |
| 2018                            | 7                               | 1                               |
| 2019                            | 3                               | 0                               |
| Загалом                         | 12                              | 1                               |

Станом на 11 червня 2019

### Голи за збірну
Рахунок та результат збірної Азербайджану в таблиці пожано на першому місці.
| №  | Дата          | Місце                 | Суперник | Рахунок | Результат | Змагання         |
| -- | ------------- | --------------------- | -------- | ------- | --------- | ---------------- |
| 1. | 9 червня 2018 | Даугава, Рига, Латвія | Латвія   | 3–0     | 3–1       | Товариський матч |

## Досягнення

### Клубні
«Крила Рад»
- Першість Футбольної Національної Ліги
  -  Чемпіон (1): 2014/15

«Спартак»
- Прем'єр-ліга Росії
  -  Срібний призер (1): 2011/12

«Нефтчі»
- Прем'єр-ліга Азербайджану
  -  Золотий призер (1): 2020/21

### Міжнародні
молодіжна збірна Росії
- Кубок Співдружності
  -  Володар (2): 2012, 2013